# داگلاس ایکس‌ای-۲
داگلاس ایکس‌بی-۱۹ (به انگلیسی: Douglas XB-19) یک هواپیمای ساختِ کارخانهٔ شرکت هواپیماسازی داگلاس در کشور ایالات متحده آمریکا است. نخستین استفاده‌کنندهٔ این هواپیما تفنگداران هوایی ارتش ایالات متحده آمریکا بوده‌است. این هواپیما برای نخستین بار در ۲۷ ژوئن ۱۹۴۱ میلادی مورد استفاده قرار گرفت.